# Liste der Naturdenkmale im Wetteraukreis
Die Liste der Naturdenkmäler im Wetteraukreis nennt die Listen der 215 in den Städten und Gemeinden im Wetteraukreis gelegenen Naturdenkmäler.
| Ort                  | Liste                                               | Anzahl der Naturdenkmäler |
| -------------------- | --------------------------------------------------- | ------------------------- |
| Altenstadt           | Liste der Naturdenkmäler in Altenstadt (Hessen)     | 9                         |
| Bad Nauheim          | Liste der Naturdenkmäler in Bad Nauheim             | 3                         |
| Bad Vilbel           | Liste der Naturdenkmäler in Bad Vilbel              | 13                        |
| Büdingen             | Liste der Naturdenkmäler in Büdingen                | 14                        |
| Butzbach             | Liste der Naturdenkmäler in Butzbach                | 23                        |
| Echzell              | Liste der Naturdenkmäler in Echzell                 | 6                         |
| Florstadt            | Liste der Naturdenkmäler in Florstadt               | 5                         |
| Friedberg            | Liste der Naturdenkmäler in Friedberg (Hessen)      | 21                        |
| Gedern               | Liste der Naturdenkmäler in Gedern                  | 4                         |
| Glauburg             | Liste der Naturdenkmäler in Glauburg                | 9                         |
| Hirzenhain           | Liste der Naturdenkmäler in Hirzenhain              | 4                         |
| Karben               | Liste der Naturdenkmäler in Karben                  | 3                         |
| Kefenrod             | Liste der Naturdenkmäler in Kefenrod                | 5                         |
| Limeshain            | Liste der Naturdenkmäler in Limeshain               | 4                         |
| Münzenberg           | Liste der Naturdenkmäler in Münzenberg              | 4                         |
| Nidda                | Liste der Naturdenkmäler in Nidda                   | 17                        |
| Niddatal             | Liste der Naturdenkmäler in Niddatal                | 11                        |
| Ober-Mörlen          | Liste der Naturdenkmäler in Ober-Mörlen             | 4                         |
| Ortenberg            | Liste der Naturdenkmäler in Ortenberg               | 18                        |
| Ranstadt             | Liste der Naturdenkmäler in Ranstadt                | 6                         |
| Reichelsheim         | Liste der Naturdenkmäler in Reichelsheim (Wetterau) | 4                         |
| Rockenberg           | Liste der Naturdenkmäler in Rockenberg              | 1                         |
| Rosbach vor der Höhe | Liste der Naturdenkmäler in Rosbach vor der Höhe    | 13                        |
| Wölfersheim          | Liste der Naturdenkmäler in Wölfersheim             | 6                         |
| Wöllstadt            | [ 3 ]                                               | 0                         |